# 비야호요사

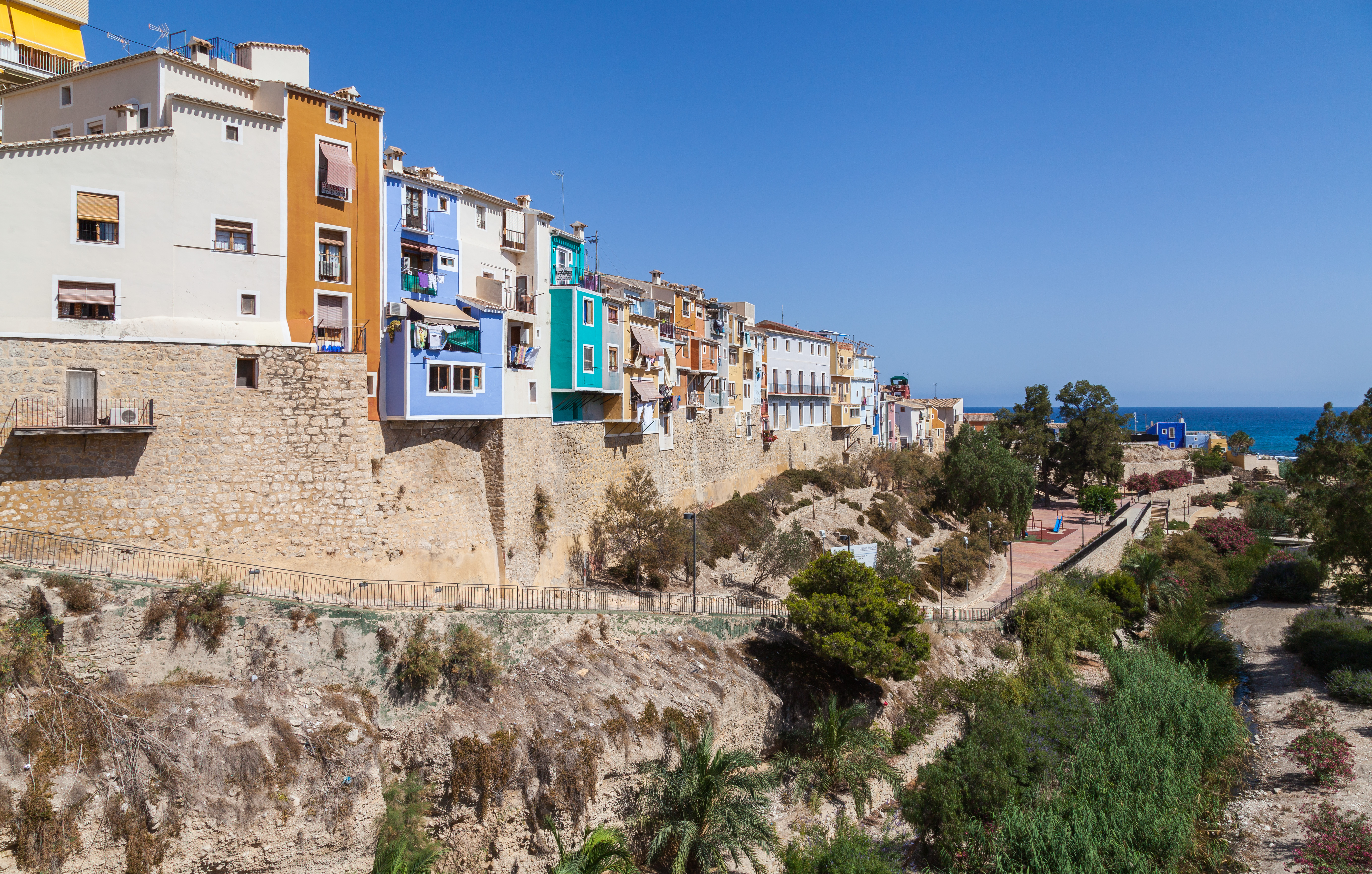
비야호요사

비야호요사(스페인어: Villajoyosa, 카탈루냐어: La Vila Joiosa 라빌라조이오자)는 스페인 발렌시아 지방 알리칸테 주에 위치한 도시로 면적은 20.45km2, 높이는 27m, 인구는 33,797명(2009년 기준), 인구 밀도는 1,700명/km2이다.
알리칸테에서 32km 정도 떨어진 곳에 위치한다. 도시의 연안 지대는 블랑카 해안과 접한다.

시기
시 문장

## 자매 도시
- 프랑스 비트레